# ألفارو فيرنانديز
ألفارو فيرنانديز (بالإسبانية: Álvaro Fernández) (مواليد 11 أكتوبر 1985 في مونتيفيديو) لاعب كرة قدم أوروغواياني يلعب حاليا في نادي الريان القطري .

## روابط خارجية
- ألفارو فيرنانديز على موقع الاتحاد الدولي (مؤرشف)  (الإنجليزية)
- ألفارو فيرنانديز على موقع الدوري الأمريكي (الإنجليزية)
- ألفارو فيرنانديز على موقع قاعدة بيانات كرة القدم.إي يو (الإنجليزية)
- ألفارو فيرنانديز على موقع ناشيونال فوتبول تيمز (الإنجليزية)
- ألفارو فيرنانديز على موقع Soccerway.com (الإنجليزية)
- ألفارو فيرنانديز على موقع عالم كرة القدم.نت (الإنجليزية)